# Шенуда III
Шенуда III (в миру Назир Гайед Рафаэль араб. نظير جيد روفائيل‎; 3 августа 1923 года — 17 марта 2012 года) — епископ Коптской церкви, с 14 ноября 1971 года по 17 марта 2012 года её предстоятель с титулом Папа Александрийский и Патриарх Престола святого Марка во всей Африке и на Ближнем Востоке.

## Биография
Родился 3 августа 1923 года в Асьюте (Королевство Египет), в семье коптских христиан. В молодости преподавал в воскресной школе при церкви. Окончил Каирский университет со степенью бакалавра по истории, затем работал преподавателем, совмещая работу с теологическим образованием в семинарии Коптской церкви. В 1949 году получил диплом богослова. В качестве офицера-резервиста участвовал в арабо-израильской войне (1948—1949). В 1950 году начал работать в движении воскресных школ Коптской церкви. 18 июля 1954 года Назир Гайед поступил в монастырь Дейр-Суриани в Вади-Натруне, при постриге получил имя Антоний Сирийский. После принятия монашества посвятил себя отшельнической жизни. В 1956 году он был выдвинут одним из кандидатов на патриарший престол, но в результате был избран патриарх Кирилл VI. После синода отец Антоний вернулся в монастырь Дейр-Суриани, чтобы продолжить отшельничество и изучение богословия, шесть лет с 1956 по 1962 годы он прожил в пещере недалеко от монастыря Святого Бишоя.

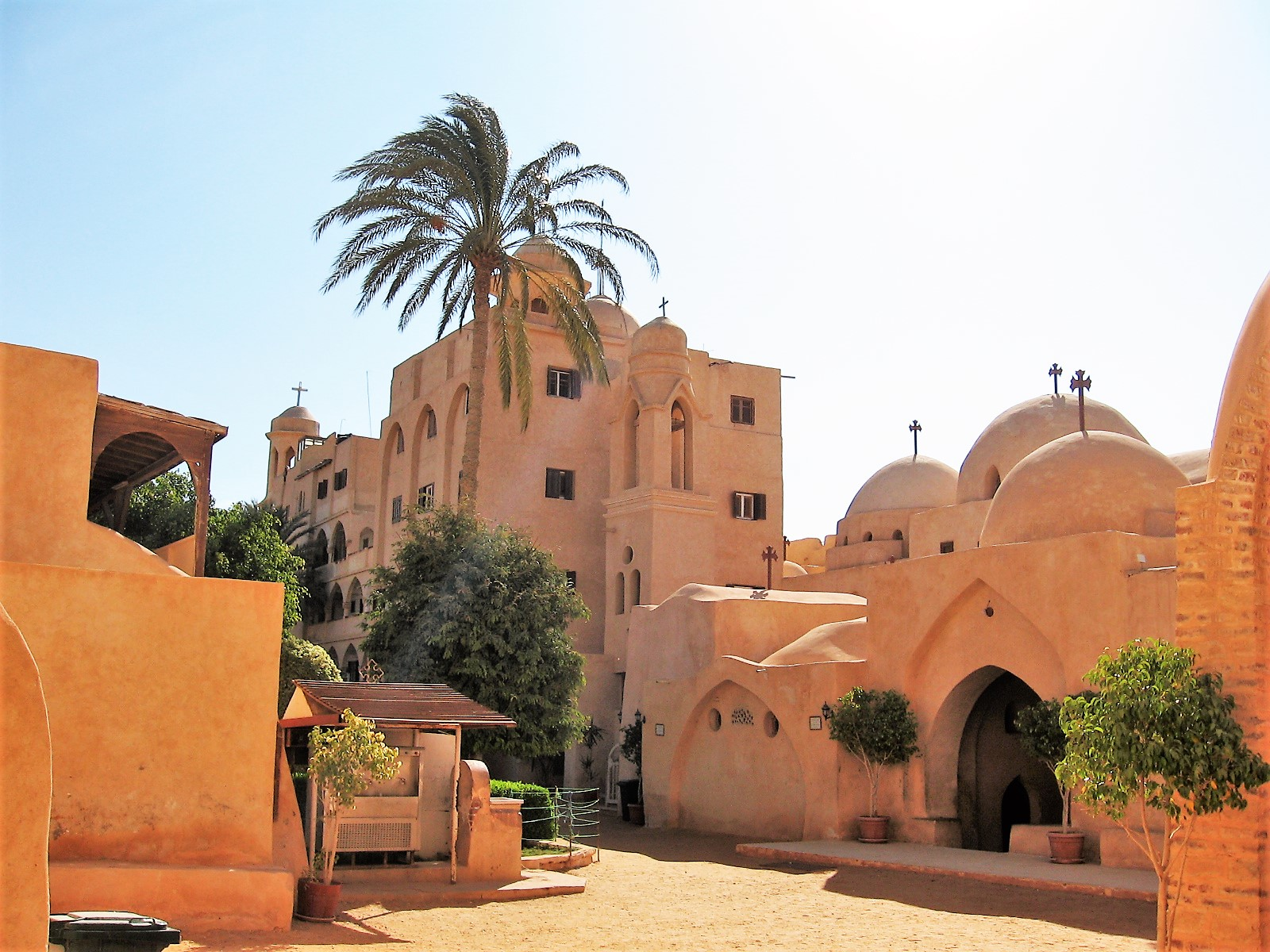
Монастырь Дейр-Суриани

30 сентября 1962 года патриарх Кирилл рукоположил отца Антония в епископы, а также назначил деканом Высшей семинарии Коптской церкви. При рукоположении отец Антоний принял имя Шенуда, в честь святого Шенуды, египетского монаха V века, почитаемого святым в Древневосточных православных церквях, и одного из самых почитаемых святых Коптской церкви. Под руководством епископа Шенуды число студентов семинарии утроилось. Активно развёрнутая ректором кампания за «обновление церкви» привела к конфликту между ним и патриархом Кириллом. Конфликт впоследствии был улажен. В 1966 году епископ Шенуда был избран президентом Ассоциации богословских учреждений Коптской церкви, неоднократно участвовал в международных конференциях и конгрессах.
В 1971 году патриарх Кирилл скончался. На состоявшемся в том же году Священном Синоде Коптской церкви епископ Шенуда был избран 117-м Папой и Патриархом Коптской церкви. Он принял имя Шенуда III. 14 ноября состоялась интронизация нового патриарха, проходившая в Соборе Святого Марка в Каире.
В 1974 году возник кризис в отношениях между Коптской и Эфиопской православной церковью, причиной которого стал арест и последующая казнь Эфиопского патриарха Феофила марксистским режимом Менгисту Хайле Мариама. Патриарх Шенуда отказался признавать преемника Феофила, поставленного эфиопским режимом, и заявил о его незаконности. Отношения между церквями крайне осложнились, хотя евхаристическое общение между ними было сохранено. В 2007 году было заявлено о восстановлении полноценных связей между двумя церквями.
В конце 1970-х годов в Египте участились антикоптские выступления исламских фундаменталистов, следствием которых стали межрелигиозные столкновения и антикоптские погромы. После того, как патриарх Шенуда в 1981 году отказался отменить публичные торжества по случаю Пасхи, президент Египта Анвар Садат поместил его под домашний арест в монастыре. Заключению также подверглись 8 епископов и 24 священника Коптской церкви. Садат объявил о низложении патриарха и назначил для руководства коптами «комитет» из пяти епископов. Священный Синод церкви, однако, не признал отстранение Шенуды III и законность «комитета». 2 января 1985 года по прошествии более чем трёх лет после убийства Садата президент Хосни Мубарак распорядился освободить патриарха. Пятью днями позднее тот уже служил Рождественскую литургию в Каире.
В патриаршество Шенуды III Коптская церковь проводила активный курс на расширение числа прихожан за пределами Египта, главным образом, среди египетской диаспоры. Так, если в 1971 году в Северной Америке было лишь 4 коптских церкви, то в XXI веке их число превысило две сотни. В 1995 году были образованы две коптские епархии в США, а в 1999 году епархия в Австралии и Новой Зеландии. В 2006 году патриарх лично освятил две первые коптские церкви в Южной Америке — в Сан-Паулу (Бразилия) и в Санта-Крус-де-ла-Сьерра (Боливия).
Шенуда III являлся активным сторонником межконфессионального диалога. При нём Коптская церковь вступила во Всемирный совет церквей. Он также поддерживал активные контакты с Русской православной церковью. В 1972 году Шенуда III первым из коптских патриархов посетил СССР, где встречался с главой Русской православной церкви патриархом Пименом. В 1988 году Шенуда III вновь совершил визит в СССР, где участвовал в праздновании 1000-летия Крещения Руси. В 1991 году уже московский патриарх Алексий II посетил Шенуду III. В 2010 году визит к Шенуде III совершил новый московский патриарх Кирилл.
В мае 1973 года подписал с папой римским Павлом VI совместную декларацию, в которой было выражено обоюдное стремление способствовать единству Церкви. Встречался также с Константинопольским патриархом, патриархами Румынской, Болгарской и Антиохийской православных церквей, предстоятелями восточнокатолических церквей и архиепископом Кентерберийским.
Умер 17 марта 2012 года в Каире.